# Dennis Pax

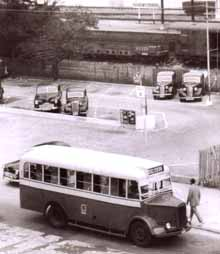
Dennis Pax

Der Dennis Pax war ein Omnibus des britischen Herstellers Dennis Brothers. Er wurde in den 1950er und 1960er Jahren hergestellt. Von 1964 bis 1968 wurde er in einer Stückzahl von lediglich 13 Exemplaren gebaut.
Der Pax basierte auf dem Chassis des gleichnamigen Lkw von Dennis. Wie dieser war auch der Bus sowohl als Frontlenker als auch als Langhauber erhältlich. 
Im Jahr 1959 setzte Dennis auf das Fahrgestell des Pax einen Busaufbau. Ausgerüstet mit einem P6-Dieselmotor von Perkins, kamen die neunzehn Langhauber-Busse bei Kowloon Motor Bus in der damaligen britischen Kronkolonie Hongkong zum Einsatz. Ihre Ausmusterung erfolgte in der zweiten Hälfte der 1960er Jahre.
1962 wurde ein einzelnes BVD6-Chassis mit einem Busaufbau von Sully, Blackford & Hawkey für 30 Sitzplätze versehen. Der ab 1958 produzierte Frontlenker Pax II wurde ab 1964 in 11 Exemplaren als Bus gebaut. Der Aufbau kam von Dennis. Vom Pax V wurden lediglich zwei Exemplare als Bus hergestellt, die mit einem 33-sitzigen Busaufbau von Dennis an den Llandudno Urban District Council in Llandudno  geliefert wurden. Die in den 1960er Jahren gebauten Fahrzeuge wurden ausnahmslos an kommunale Behörden geliefert.